# Metropolia Nigerii
Metropolia Nigerii (Ιερά Μητρόπολη Νιγηρίας) – jedna z eparchii Patriarchatu Aleksandryjskiego, z siedzibą w Lagos. Jej obecnym (2014) zwierzchnikiem jest metropolita Aleksander (Janniris).
Metropolia została erygowana w 1997 jako eparchia (diecezja) Nigerii, rangę metropolii otrzymała siedem lat później. Podlegają jej instytucje prawosławnego Patriarchatu Aleksandryjskiego w Nigerii, Nigrze, Beninie oraz Togo. Prowadzi 29 parafii oraz dziewięć placówek duszpasterskich nieposiadających takiego statusu. W strukturach metropolii służy 22 kapłanów.